# Džou Čunšju
Džou Čunšju (kitajsko: 周春秀; pinjin: Zhōu Chūnxiù), kitajska atletinja, * 15. november 1978, Džjangsu, Ljudska republika Kitajska.
Nastopila je na poletnih olimpijskih igrah v letih 2004 in 2008, ko je osvojila bronasto medaljo v maratonu. Na svetovnih prvenstvih je v isti disciplini osvojila srebrno medaljo leta 2007. Trikrat je osvojila Šiamenski maraton in enkrat Londonski maraton.